# سیارک ۷۹۷۸
سیارک ۷۹۷۸ (به انگلیسی: 7978 Niknesterov، نامگذاری:1978SR4) هفت هزار و نهصد و هفتاد و هشتمین سیارک کشف شده‌است که در ۲۷ سپتامبر ۱۹۷۸ کشف شد.
قدر مطلق سیارک برابر ۱۲.۳ است.